# سيدعلي (مقاطعة دلفان)
سيدعلي (بالفارسية: سیدعلی) هي قرية تقع في قسم ايتيوند الجنوبي الريفي (مقاطعة دلفان) في إيران. يقدر عدد سكانها بـ 139 نسمة بحسب إحصاء 2016.